# 严祁
严祁（?—?），唐朝官员。唐宣宗的驸马。
严祁在唐懿宗咸通二年（861年）四月，改中书舍人出翰林院。严祁娶的是唐宣宗之女齐国恭怀公主，拜驸马都尉，官至刑部侍郎，后来担任工部尚书。咸通十三年（872年）五月十四，工部尚书严祁贬郴州刺史，作为于琮之亲党，为韦保衡所逐。